# Blue Spring
Blue Spring este un film românesc din 2015 regizat de Andreea Borțun. Rolurile principale au fost interpretate de actorii Nicoleta Hâncu, Cătălin Borțun, Rareș Andrici.

## Distribuție
Distribuția filmului este alcătuită din:
- Rareș Andrici
- Nicoleta Hâncu
- Cătălin Borțun — Tatăl